# Oblastní rada Merom ha-Galil
Oblastní rada Merom ha-Galil (hebrejsky מועצה אזורית מרום הגליל‎, mo'aca ezorit Merom ha-Galil, doslova „Galilejská vysočina“, anglicky Merom HaGalil Regional Council) je oblastní rada v Severním distriktu v Izraeli. Členské obce se nacházejí v hornaté krajině v centrální a východní části Horní Galileje, severovýchodně od údolí Bejt ha-Kerem, na svazích masivu Har Meron, poblíž města Safed, které ale pod jurisdikci oblastní rady nespadá.

## Dějiny

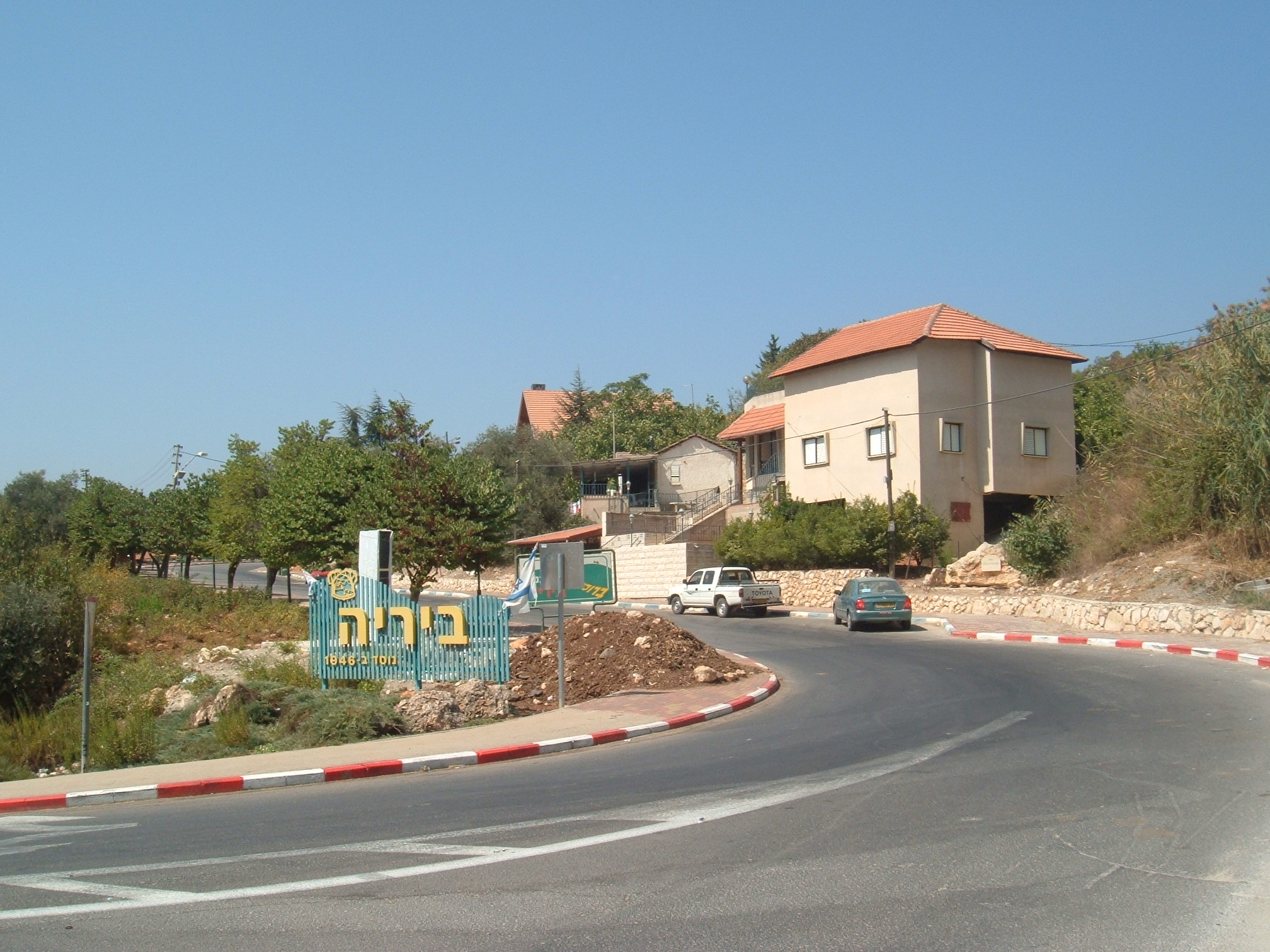
Vjezd do vesnice Birija

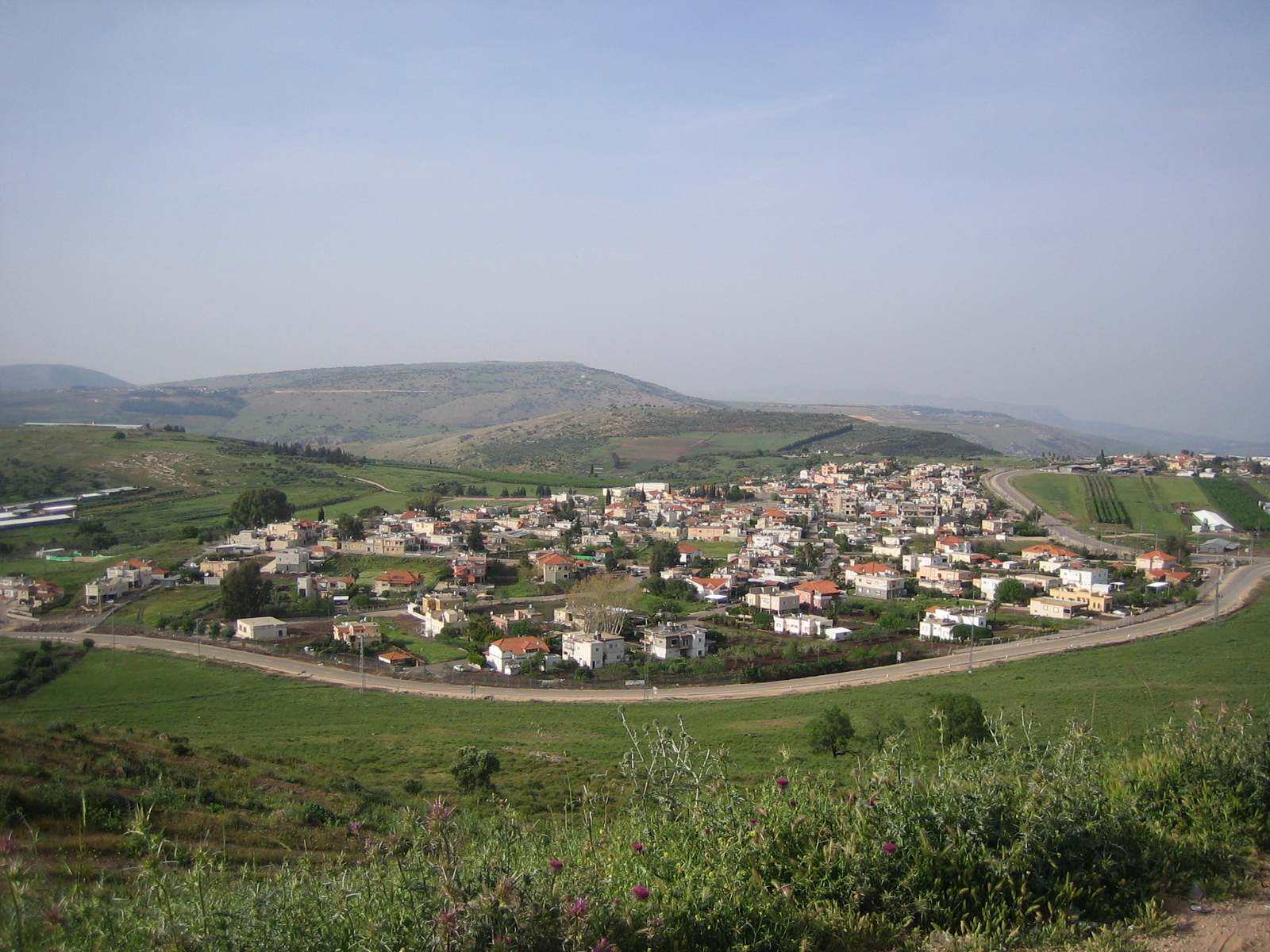
Vesnice Richanija, kterou obývají izraelští Čerkesové

Oblastní rada Merom ha-Galil byla založena roku 1950 v oblasti, která měla starověkou tradici židovského osídlení včetně židovských poutních míst (hrobka rabína Šimona bar Jochaje), ale kde s výjimkou města Safed novověké židovské osídlení začalo až po vzniku státu Izrael, tedy po roce 1948. Během první arabsko-izraelské války v roce 1948 probíhaly v této oblasti četné boje, na jejichž konci ale celou Horní Galileu ovládla izraelská armáda. Arabské osídlení v regionu nynější oblastní rady tehdy z velké části skončilo.
Hlavní vlna zakládání vesnic v tomto regionu proběhla bezprostředně po vzniku státu Izrael. Další osady vznikaly zejména koncem 70. a počátkem 80. let 20. století a to v rámci programu Micpim be-Galil, který v té době spustila izraelská vláda a který v Galileji zřizoval desítky malých vesnic (často situovaných na strategické pozice na vrcholcích kopců) s cílem posílit židovské demografické pozice v periferních oblastech státu a nabídnout kombinaci venkovského bydlení a předměstského životního stylu. Další sídla vznikala i v následujících letech (Or ha-Ganuz roku 1989).
Sídlo úřadů oblastní rady leží v komplexu mezi vesnicemi Meron a Bar Jochaj, v němž jsou umístěny i regionální školské a zdravotnické instituce. Starostou oblastní rady je עמית סופר‎ (Amit Sofer). Oblastní rada má velké pravomoci zejména v provozování škol, územním plánování a stavebním řízení nebo v ekologických otázkách.

## Seznam sídel
Oblastní rada Merom ha-Galil sdružuje 2 kibucy, 13 mošavů, 7 společných osad (jišuv kehilati), 1 drúzskou a 1 čerkeskou vesnici.
kibucy
- Inbar
- Parod

mošavy
- Alma
- Amirim
- Avivim
- Dovev
- Dalton
- Chazon
- Kerem ben Zimra
- Kfar Chošen (Sifsufa)
- Kfar Šamaj
- Meron
- Šefer
- Šezor
- Tefachot

společné osady
- Amuka
- Bar Jochaj
- Birija
- Kalanit
- Kfar Chananja
- Livnim
- Or ha-Ganuz

drúzská vesnice
Ejn al-Asad
čerkeská vesnice
Richanija

## Demografie
K 31. prosinci 2014 žilo v oblastní radě Merom ha-Galil 14 600 obyvatel. Z celkové populace bylo 11 700 Židů. Včetně statistické kategorie „ostatní“ tedy nearabští obyvatelé židovského původu, ale bez formální příslušnosti k židovskému náboženství jich bylo 11 900. Ostatní jsou většinou Drúzové a Čerkesové.
| Rok            | 1961  | 1972  | 1983   | 1995  | 2006   | 2008   | 2009   | 2010   | 2011   | 2012   | 2013   | 2014   |
| -------------- | ----- | ----- | ------ | ----- | ------ | ------ | ------ | ------ | ------ | ------ | ------ | ------ |
| Počet obyvatel | 4 100 | 7 500 | 10 100 | 8 800 | 11 400 | 13 000 | 13 100 | 13 100 | 14 000 | 13 800 | 14 100 | 14 600 |